# Société du Grand Paris
Société du Grand Paris (SGP) je společnost založená roku 2010 původně k realizaci dopravní sítě Métro Grand Paris. Po změnách v plánech je pověřená financováním a dohledem nad výstavbou sítě Grand Paris Express a koordinací vztahů mezi dalšími účastníky projektu (RATP, STIF, SNCF aj.). Společnost sídlí ve městě Saint-Denis.

## Historický vývoj
V roce 2009 prezident Nicolas Sarkozy oznámil projekt na vytvoření rozsáhlé sítě automatického metra. Poté, co byl projekt Grand Paris schválen parlamentem, byla 7. července 2010 založena Société du Grand Paris.

## Činnost
Hlavní úkol společnosti má dvě části. Jednak je pověřena zpracováním koncepcí a projektů pro dopravní síť, organizuje veřejné debaty a reaguje na námitky a připomínky. Druhou oblastí je zajištění samotné realizace projektu, tj. výstavby tratí, technologického vybavení stanic, depotů a dílen, objednávání a modernizace vozidel a další infrastruktury. Po dokončení projektu zůstane stavební část ve vlastnictví SGP a veškerý vozový park bude převeden do majetku STIF. RATP bude zajišťovat technickou správu.
Kromě toho se SGP podílí spolu se státem, regionem Île-de-France a obcemi na regionálním rozvoji v oblasti urbanismu, bydlení, dopravy, ekonomiky, sportu a kultury.

## Řízení
Společnost má veřejnoprávní charakter, ale je organizována jako akciová společnost s ředitelstvím a dozorčí radou. Ředitelství je tříčlenné a je zodpovědné dozorčí radě. Sestavuje rozpočet společnosti a uzavírá všechny smlouvy.
Dozorčí rada dohlíží na ředitelství a má 21 členů (11 zástupců státu jmenovaných na 5 let, prezident regionální rady Île-de-France, prezidenti generálních rad osmi dotčených departementů a jeden zástupce obcí). Dozorčí rada se schází minimálně dvakrát za pololetí.
Při dozorčí radě působí ještě strategický výbor (comité stratégique), který posuzuje návrhy a otázky, kterými se bude zabývat dozorčí rada. Ve výboru jsou zástupci obcí, dva poslanci a dva senátoři, zástupci obchodní a průmyslové komory, regionální živnostenské komory a šest členů ekonomické, sociální a ekologické rady regionu Île-de-France.